# Alias (jog)
Névváltozatok: máskép (Nagy Iván VII. 511.)

Rövidítések:
A latin alias jelentése másképp, avagy. A név járulékos vagy alkalmi kiegészítése, mely a hasonló nevű családoktól való megkülönböztetést vagy az identitás eltitkolását szolgálja. Az alias eredeti célja az identitás pontosítása volt. Gyakran találkozunk vele a magyar címeres levelekben a név egyértelműsítésére (pl. Egri alias Dobray, Nánási alias Joó, Jaaz másképpen Kovács, Diószegi másképp Kis Bájó, Somogyi másképp Nagy, Nagymartoni avagy Fraknói). A régi Csehországban jogi fogalom is volt („de N. et [Alias], ubi bona habet”), ahol azt szolgálta, hogy a felperes az alperes összes vagyonát végrehajtás alá helyezhesse, nemcsak a szóban forgó vagyont.